# Corcelles-près-Concise
Corcelles-près-Concise je obec v západní (frankofonní) části Švýcarska, v kantonu Vaud, v okrese Jura-Nord vaudois. Žije zde 403 obyvatel.

## Geografie
Corcelles-près-Concise leží v nadmořské výšce 470 m, vzdušnou čarou 9 km severovýchodně od okresního města Yverdon-les-Bains. Obec leží na jižním úpatí Jury, na malé vyvýšenině na úpatí hory Mont Aubert, v blízkosti břehů Neuchâtelského jezera.
Území obce o rozloze 4,1 km² zahrnuje část na západním břehu Neuchâtelského jezera. Území obce se táhne od břehu jezera s plochým pásem pobřeží na sever přes vrchol Corcelles a hustě zalesněný svah Jury až na hřeben Mont Aubert. Ten je s nadmořskou výškou 1290 m nejvyšším bodem obce. V roce 1997 tvořila 7 % rozlohy obce zastavěná plocha, 42 % lesy a lesní porosty, 50 % zemědělství a o něco méně než 1 % neproduktivní půda.
Corcelles-près-Concise zahrnuje několik samostatných zemědělských podniků na jižních svazích Jury. Sousedními obcemi Corcelles-près-Concise jsou Onnens, Bonvillars a Concise.

## Historie

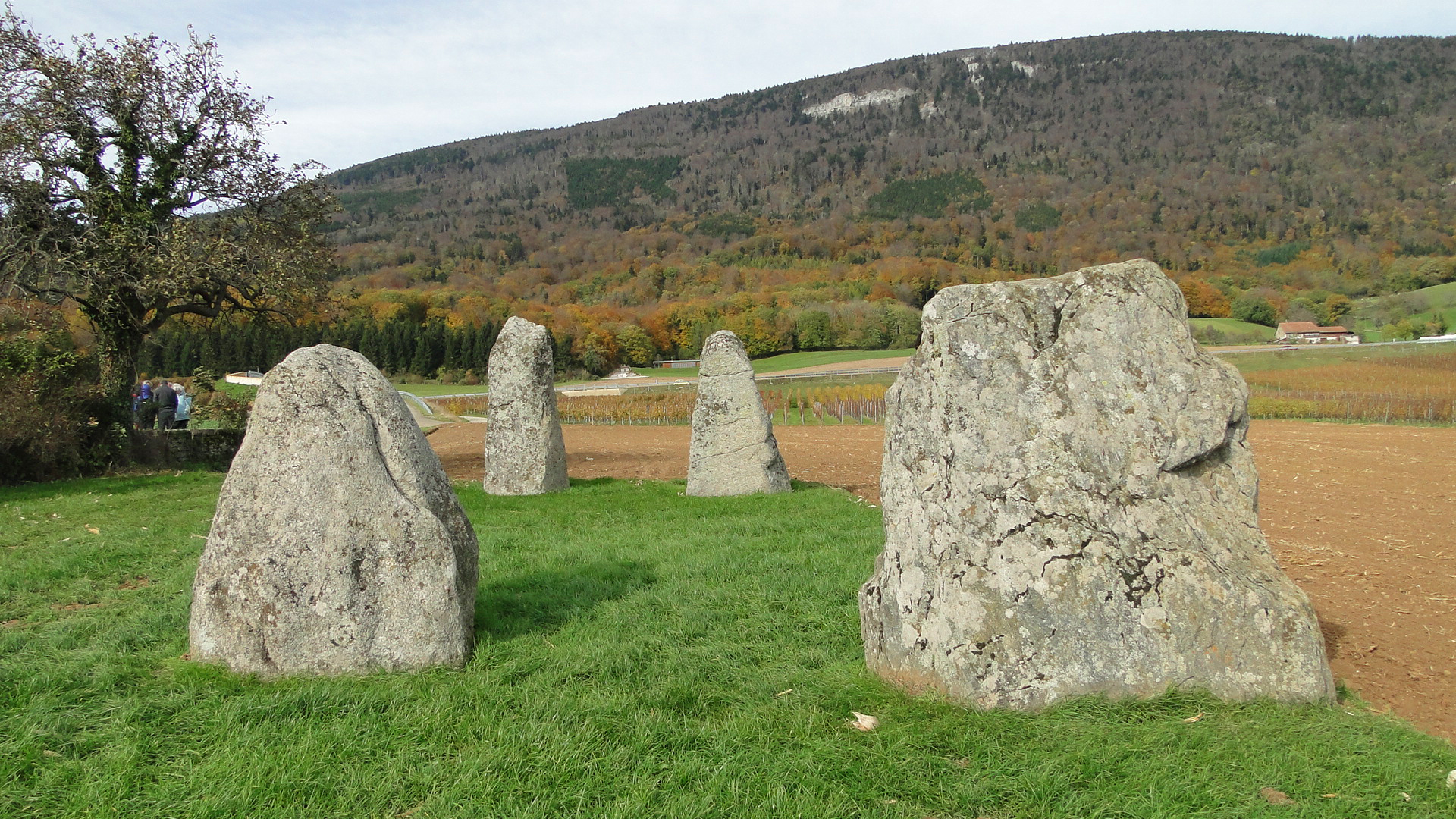
Menhiry v Corcelles

Stejně, jako řada dalších obcí podél Neuchâtelského jezera, má Corcelles-près-Concise velmi dlouhou tradici osídlení. Pobřeží jezera bylo osídleno již v neolitu a době bronzové (kůlová obydlí). Z tohoto období pocházejí také čtyři menhiry v Corcelles, zvané Longues Pierres. Jsou zde také stopy osídlení z doby železné a doby římské. Objeveno bylo také raně středověké pohřebiště.
První zmínka o obci pochází z roku 885 a nese název Corceles, v roce 888 se objevuje název Corcella. Název místa lze odvodit od latinského slova corticella (malý statek). Ve středověku Corcelles podléhalo biskupovi z Lausanne a později panství Grandson. Od roku 1376 tvořila vesnice vlastní malé panství. Po roce 1476 byla připojena k panství Grandson, které patřilo pod společnou vládu Bernu a Fribourgu. Po pádu Staré konfederace patřilo Corcelles-près-Concise v letech 1798–1803 v období Helvétské republiky ke kantonu Léman, který byl poté po vstupu v platnost Ústavy o zprostředkování sloučen s kantonem Vaud.

## Obyvatelstvo
| Rok            | 1798 | 1850 | 1880 | 1900 | 1910 | 1930 | 1950 | 1960 | 1970 | 1980 | 1990 | 2000 |
| Počet obyvatel | 152  | 229  | 272  | 279  | 255  | 225  | 220  | 212  | 201  | 251  | 259  | 278  |

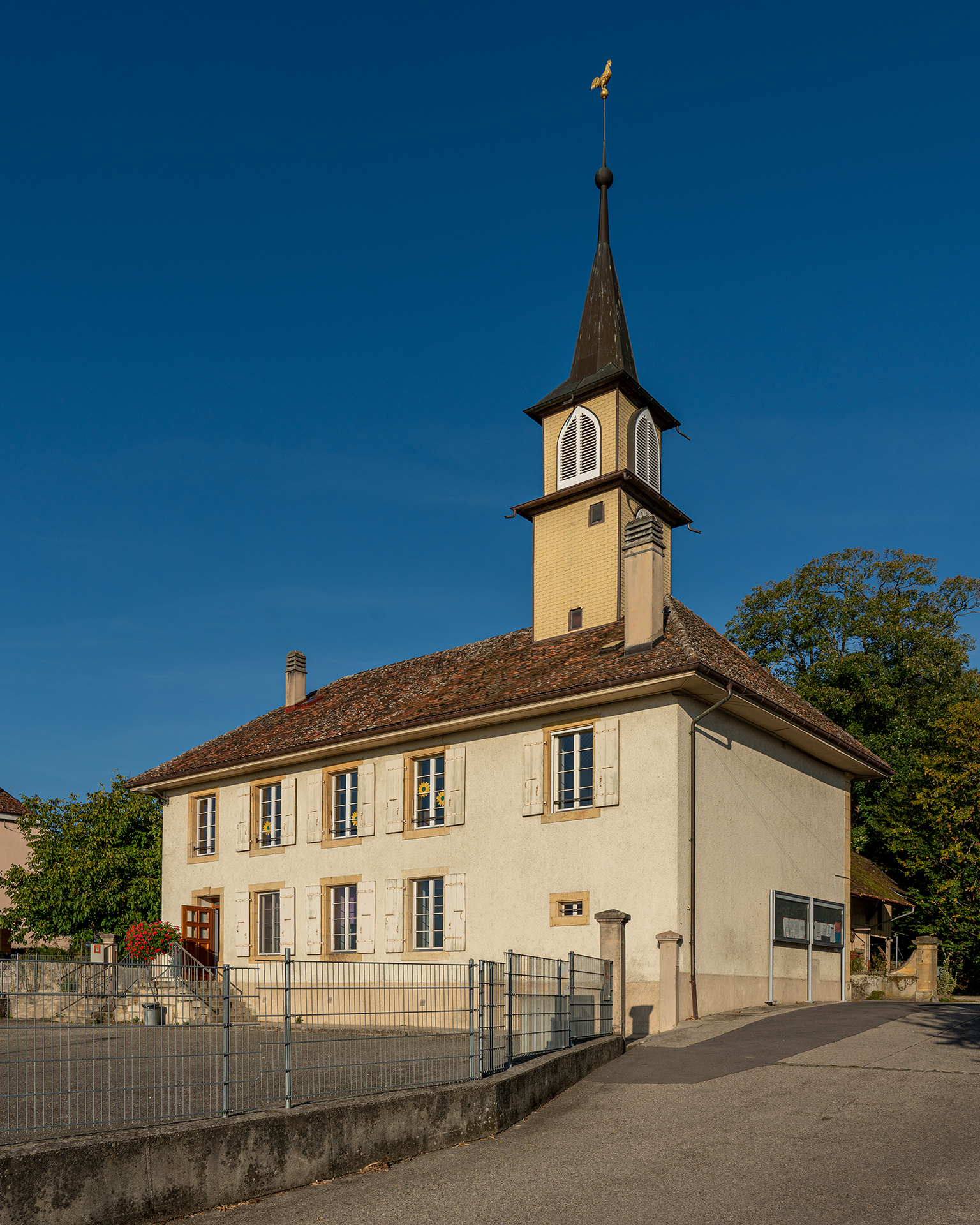
Škola

Z celkového počtu obyvatel je 95,7 % francouzsky mluvících, 3,6 % německy mluvících a 0,7 % anglicky mluvících (k roku 2000). Ke švýcarské reformované církvi se ve stejném roce hlásilo 65,8 % obyvatel, k církvi římskokatolické 15,8 % obyvatel.

## Hospodářství
Corcelles-près-Concise je stále převážně zemědělskou obcí. Úrodná půda na úpatí Jury je využita jako orná půda a na nižších jižních svazích se pěstuje vinná réva. Místní malé podniky nabízejí jen několik pracovních míst. Mnoho pracujících, kteří se sem v posledních letech přistěhovali, dojíždí za prací převážně do Yverdonu.

## Doprava
Obec má dobré dopravní spojení. Leží na hlavní silnici č. 5 z Neuchâtelu do Yverdonu. Po otevření dálnice A5 (Yverdon–Neuchâtel) v květnu 2005 došlo v centru obce ke znatelnému snížení intenzity dopravy. v květnu 2005 došlo v obci ke znatelnému omezení dopravy. Nejbližší napojení na dálnici, která prochází obcí, je vzdáleno asi 4 km od centra obce. Corcelles-près-Concise je napojeno na síť veřejné dopravy prostřednictvím linky Postbusu z Yverdonu do Gorgier.

## Partnerská obec
Partnerskou obcí je francouzská obec Saint-Martin-sous-Montaigu.

## Fotogalerie

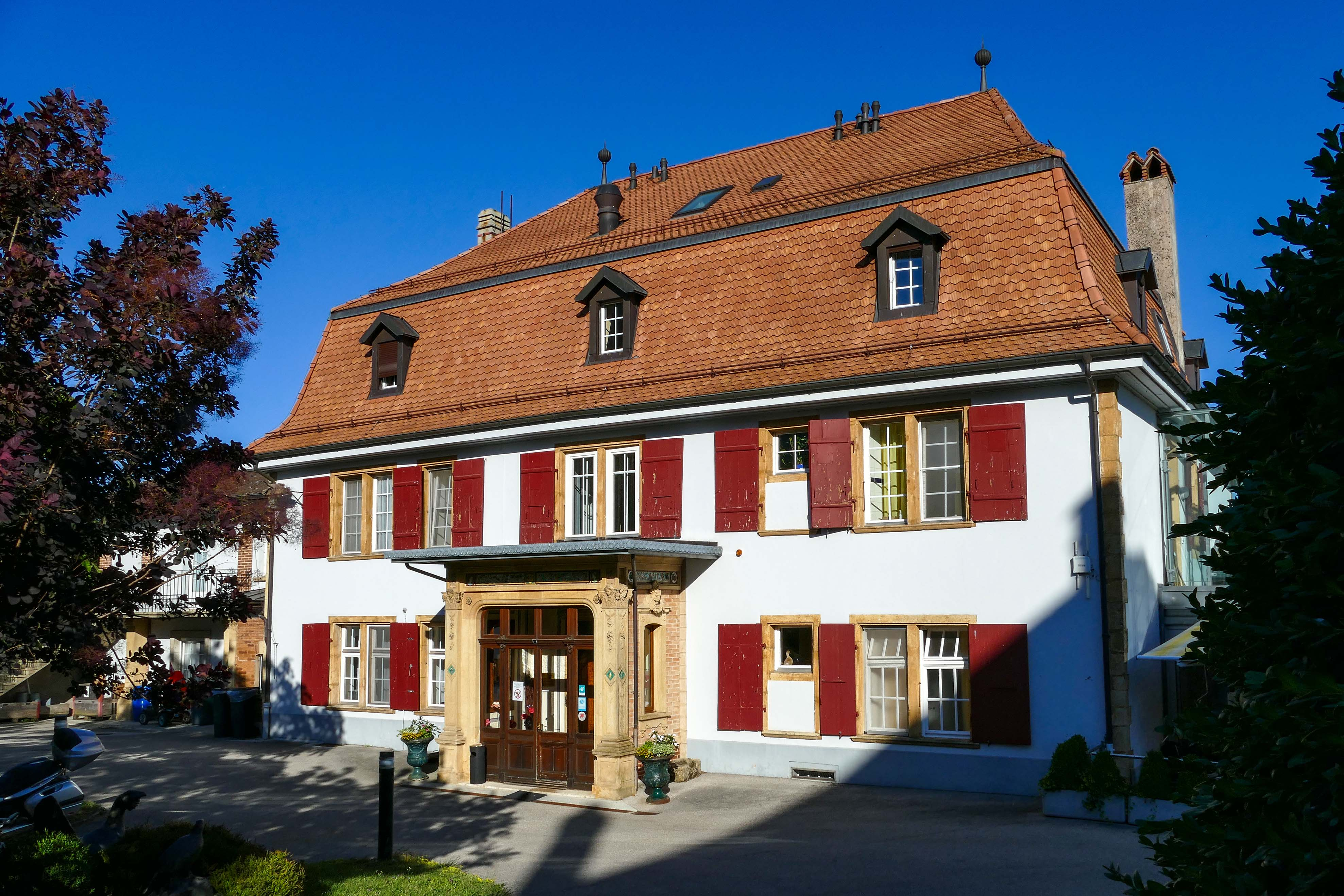
Zámek
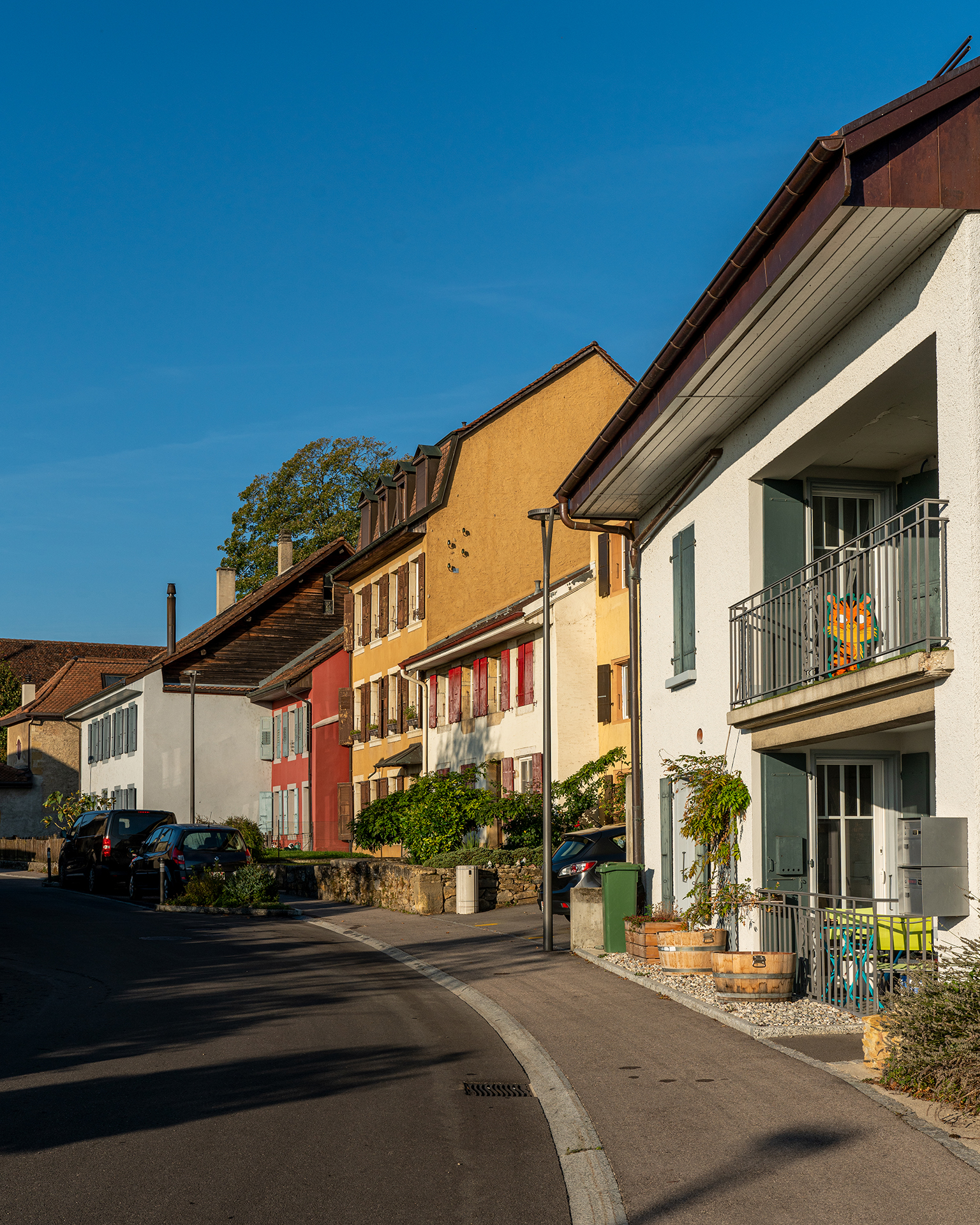
Corcelles-près-Concise
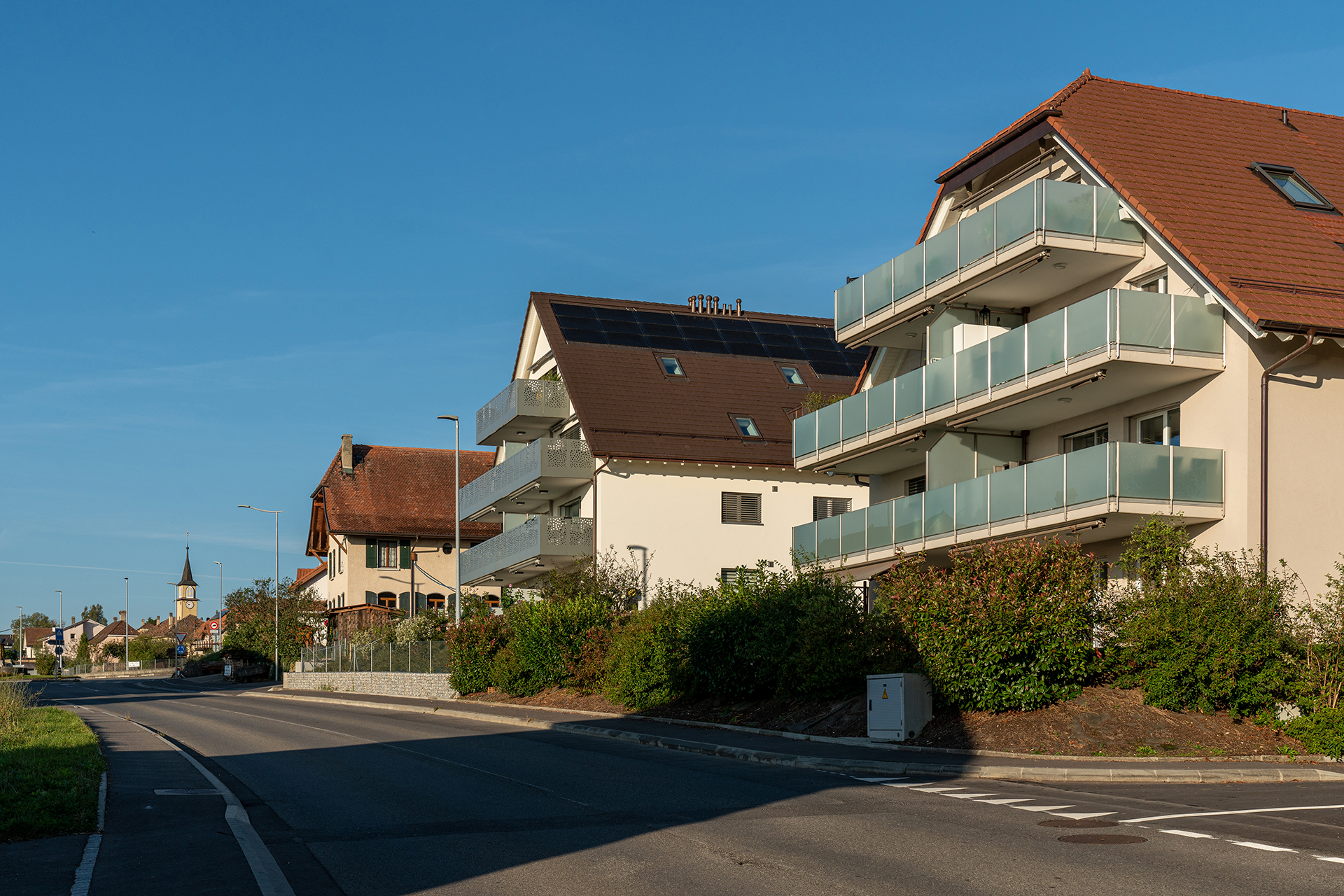
Corcelles-près-Concise